# Distância transacional
A teoria da distância transacional foi formulada por Michael Grahame Moore (Página em inglês)   em 1993, entretanto, o termo distância transacional foi usado pela primeira vez no Manual de Educação de Adultos, editado por Boyd e Apps, em 1980, com base no conceito de transação, elaborado por Dewey (Dewey e Bentley 1949) , o qual expressa a interação entre o ambiente, os indivíduos e os padrões de comportamento numa determinada situação.

## Conceito
O conceito de distância transacional  refere-se ao espaço cognitivo entre professor e aluno num ambiente educacional, mais especificamente na educação à distância. Segundo a teoria, a distância entre professor e aluno não é meramente geográfica, mas educacional e psicológica. Esse espaço psicológico e de comunicação existente entre os dois parceiros no empreendimento educacional é um espaço de potencial mal-entendido entre as entradas do instrutor e as do aluno.
De acordo com esta Teoria, a distância pedagógica, cognitiva e social que existe entre professor e aluno influencia a eficácia e eficiência da aprendizagem. Assim,
“...esta distância é a distância da compreensão e percepção causada pela distância geográfica que tem de ser ultrapassada por professores, alunos e instituições educativas para que ocorra um processo de aprendizagem eficaz, deliberado e planeado. Os procedimentos para ultrapassar esta distância são de natureza interactiva e de concepção educativa e, para enfatizar que a distância é pedagógica e não geográfica, usamos o termo “distância transaccional” (Moore & Kearsley, 1996, cf. Keegan, 1993) . 
Segundo Moore, há três principais componentes que têm que trabalhar juntos para encurtar a distância transacional e proporcionar uma experiência de aprendizagem significativa:
•	diálogo – refere-se à interação entre alunos e professores; alunos e conteúdos e alunos e alunos, é encarado como característica positiva e importante tanto para professores como para alunos. A interacção é fundamental neste tipo de processo de aprendizagem. Segundo Moore (1993, p. 24): ‘’uma distinção pode ser feita. O termo ‘diálogo’ é usado aqui para descrever uma interação ou série de interações que possuem qualidades positivas que outras interações podem não ter. [...] Pode haver interações negativas ou neutras; o termo diálogo é reservado para interações positivas, onde o valor incide sobre a natureza sinérgica da relação entre as partes envolvidas. O diálogo numa relação educacional é direccionado para o aperfeiçoamento da compreensão do aluno.’’  
O tipo de diálogo estabelecido depende de diversos factores, por exemplo, personalidade individual dos intervenientes; conteúdos; metodologia pedagógica e meio de comunicação. O meio de comunicação utilizado é um importante factor de influência do diálogo e, consequentemente, a distância transaccional será, também, influenciada por este e pelo diálogo estabelecido. Esta distância, poderá ser maior ou menor consoante o tipo de interacção do diálogo.
•	estrutura dos programas de ensino - Os programas são estruturas das mais variadas formas, mais ou menos estruturados.
A estrutura de um programa define a rigidez ou flexibilidade dos objectivos pedagógicos, estratégias utilizadas e métodos de avaliação (Moore, M. 1993, p.5) 
Quando temos programas pouco estruturados, os alunos recebem instruções e orientações de estudo por meio de diálogo com o professor diminuindo assim a distância transacional. Por outro lado, quando temos programas altamente estruturados e pouco diálogo, a relação entre o aluno e os materiais é passível de ser interpretado de diferentes formas aumentando assim a distância transacional.
Assim, num curso em que a distância transaccional é pequena, o diálogo é mais forte, fazendo com que os alunos recebam instruções e informação directamente do professor. Quando a distância transaccional é grande, estas instruções são proporcionadas pela estrutura (Grof, L. et al., 2010, p. 9). 
•	autonomia - De acordo com Moore (1989), a autonomia do aluno é a medida pela qual, na relação ensino/aprendizagem, é o aluno e não o professor quem determina os objetivos, as experiências de aprendizagem e as decisões de avaliação do programa de aprendizagem. Isso quer dizer que a autonomia do aluno está relacionada com a distância, pois quanto maior for a distância, maior será a autonomia do aluno, a liberdade e a responsabilidade para estudar independentemente.
O ideal de um aluno totalmente autônomo é descrito como uma pessoa emocionalmente independente de um instrutor, uma pessoa que nas palavras do psicólogo da educação Robert Boyd, "pode abordar assuntos diretamente sem ter um adulto participando de um conjunto de papéis de mediação entre o aluno e a matéria" (Boyd 1966).   O aluno autônomo deverá ter a capacidade de utilizar os materiais didáticos e os programas de ensino, segundo a sua própria metodologia e controle, de forma a atingir os seus objetivos, os quais, em muitos casos é o próprio aluno quem determina.
Esta autonomia do aluno torna-se muito importante, na medida em que se deve procurar que estes sejam responsáveis pelos seus próprios processos de aprendizagem e de compartilharem essa responsabilidade. A autonomia do aluno tem a ver com a capacidade que este tem, perante os conteúdos programáticos do curso, de estabelecer os seus próprios objectivos, metodologias e materiais a utilizar, bem como etapas e modos de avaliação da sua aprendizagem e aquisição de conhecimentos/competências.
Malcolm Knowles (1970)   observa que, como os alunos são treinados para serem dependentes do sistema escolar, apenas uma minoria dos adultos consegue agir como alunos inteiramente autônomos. Sendo assim, a obrigação dos professores é conduzi-los e auxiliá-los a adquirir estas habilidades.

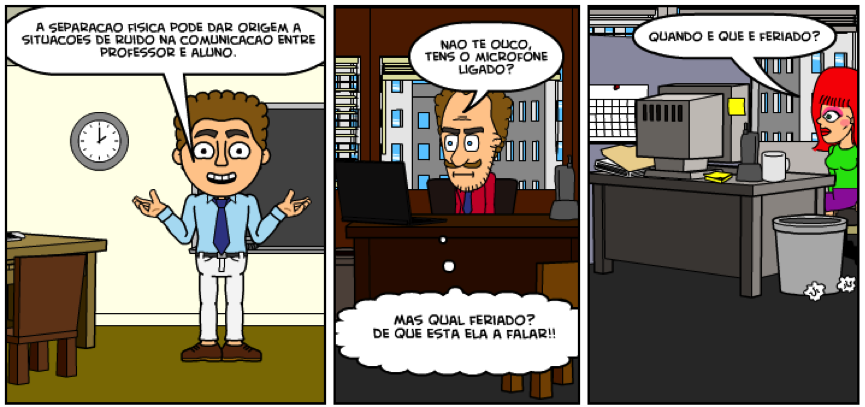
Ensino a distância e distância transacional

A Distância Transacional e a EAD
Com relação ao ensino à distância, o termo transacional significa então, "A interação de professores e alunos em ambientes que têm características especiais do seu ser espacialmente separados um do outro" (Moore, 2007, p.91).    Esta separação conduz a padrões especiais de comportamento de alunos e professores. A separação entre alunos e professores afeta profundamente tanto o ensino quanto a aprendizagem. Com a separação surge um espaço psicológico e comunicacional a ser transposto, um espaço de potenciais mal-entendidos entre as intervenções do instrutor e as do aluno. Este espaço psicológico e comunicacional é a distância transacional.
De acordo com Moore, para que os resultados da aprendizagem em qualquer curso de educação a distância sejam maximizados, a distância transacional precisa ser minimizada ou encurtada.
Moore considera que a autonomia surge como consequência do processo de maturação do indivíduo e que os programas de Ensino a Distância, devido à sua estrutura, requerem alunos com comportamentos autônomos de modo a conseguirem concluir com sucesso esses mesmos programas.
Ainda segundo Moore, programas de Educação a Distância podem ser examinados para se verificar em que medida o professor ou o aluno controla os principais processos de ensino-aprendizagem, e podem então ser classificados de acordo com o grau de autonomia do aluno permitida por cada programa. Em programas muito distantes, os alunos precisam se responsabilizar por julgar e tomar decisões acerca das estratégias de estudo. 
Mesmo quando um curso é estruturado para oferecer o maior número de instruções e a melhor orientação, caso isso não ocorra, os estudantes podem acabar por decidir por si próprios se as lições serão usadas, e se for o caso quando, de que maneira e em que medida. Assim sendo, quanto maior a distância transacional, mais o aluno exercerá esta autonomia.

BOYD, R. A. (1966) Psychological definition of adult education, Adult Leadership 13, November, 160-81.
DEWEY, J. and BENTLEY, A.F. (1949) Knowing and the Known, Boston: Beacon Press. 
GROF, L. et al. (2010) A teoria da distância transaccional – Michael Moore. Modelos de Ensino a Distância. Universidade Aberta
KEEGAN, D. (1993) Theoretical Principles of Distance Education. London: Routledge, p. 22-38. Traduzido por Wilson Azevêdo
KNOWLES, M. (1970) The Modern Practice of Adult Education, New York: Association Press.
MOORE, M. (1993) Theory of Transactional Distance. New York: Routledge, p. 23-25
MOORE, M. (2007) Educação a distância: uma visão integrada. Michael G. Moore, Greg Kesrley. Tradução Roberto Galman. São Paulo: Thomson Learning. 
```
http://wikieducator.org/WikiEdProfessional_DE_Concepts/Michael_Moore
```